# Cebuella niveiventris
O sagui-pigmeu-oriental (Cebuella niveiventris) também chamado de sagui-leãozinho-oriental, é uma espécie de símio de porte pequeno do Novo Mundo, nativo do sudoeste amazônico na Bolívia, Brasil, Peru e Equador. Ocorrendo mais a leste que o sagui-pigmeu-ocidental, os maiores separadores de tuas faixas são o rio amazonas (Rio Solimões) e o rio Marañón.

## Descrição física
O sagui-pigmeu oriental pesa cerca de 119 gramas e tem um tamanho de cabeça que varia de 33,7 a 38,9 mm, sendo um dos menores macacos do Novo Mundo. Na natureza, os espécimes masculinos adultos pesam aproximadamente 110 gramas, enquanto as fêmeas adultas podem pesar cerca de 120 gramas. Todos os saguis compartilham um atributo comum onde eles têm uma juba cobrindo suas orelhas, braços que são mais longos que suas patas traseiras, e eles não têm protocone em seu primeiro dente pré-molar superior. Devido à sua dieta específica, o sagui-pigmeu-oriental também possui grandes incisivos inferiores e uma forte mandíbula inferior em forma de V. O sagui-pigmeu oriental também tem unhas em forma de garra que são benéficas para ações como abrir buracos na casca das árvores para obter comida, bem como as unhas em forma de garra permitem que se agarrem verticalmente aos troncos das árvores.

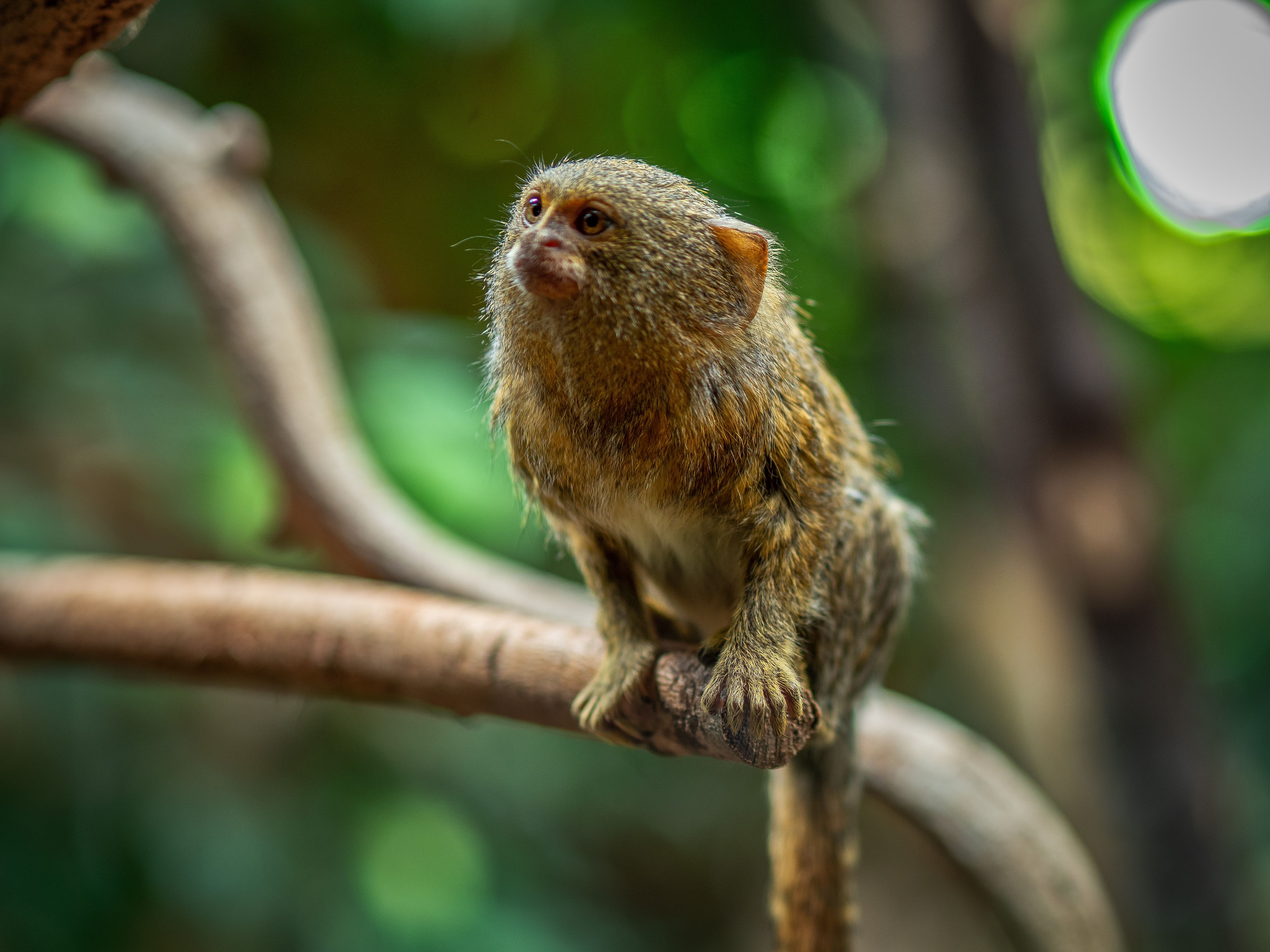
Espécime em cativeiro no Zoológico de Chester.

Como diferentes subespécies do sagui-pigmeu têm diferentes padrões de coloração, o pigmeu oriental é mais branco e pálido. A espécie tem partes inferiores esbranquiçadas que incluem seus braços e pernas, bem como sua garganta e peito com uma coloração mais laranja a branca.

## Ecologia

### Distribuição
O sagui-oriental são pequenos primatas arbóreos que ostentam uma grande distribuição geográfica. Como foi confirmado pelo DNA, o sagui-pigmeu oriental está localizado principalmente ao sul do rio Solimões (rio Amazonas), cobrindo partes do Peru, Brasil, Equador e Bolívia.  A espécie abrange uma distribuição maior no Brasil e no Peru, presente nas planícies amazônicas e no sopé dos Andes. A área de vida deste primata também tende a se estender rumo ao norte boliviano.

### Dieta
Majoritariamente insetívoro a espécie também consome latex de árvore, seiva de árvore, cipós e folhas. Também sendo conhecido o consumo de artrópodes e frutas diversas para nutrição extra. A espécie, devido à sua dieta particular, possui adaptações dentárias e de unhas para roer, cavar e se agarrar verticalmente às árvores; todos esses são comportamentos associados à alimentação, bem como ao forrageamento.